# Rimbo kyrka
Rimbo kyrka, även Sankt Andreas kyrka är en kyrkobyggnad i Rimbo i Norrtälje kommun. Kyrkan tillhör Rimbo församling i Rimbo pastorat i Uppsala stift.

## Kyrkobyggnaden
Rimbo kyrka är en medeltida salkyrka som består av ett långhus med rakt kor i öster. Norr om koret finns en vidbyggd sakristia och vid långhusets sydvästra sida finns ett vidbyggt vapenhus. Kyrkan har blottade murar av gråsten med tegel i gavelrösten och omfattningar. På gavelröstena finns rika blinderingar med vita mönster mot rött tegel. Långhusets västra gavelröste och vapenhusets gavelröste har snedkors som är Andreaskors . Alla byggnadsdelar täcks av skifferklädda sadeltak. Fönstren är stickbågiga, förutom fönstret i östra gaveln som har svagt spetsbågig form. Kyrkorummet täcks av tre tegelvalv. Korvalvet och mellersta valvet är stjärnvalv medan västra valvet är åttadelat och har en enklare uppbyggnad. Vapenhuset och sakristians innertak täcks av fyrdelade vitkalkade valv. Kyrkan har tre ingångar. Ursprungliga ingången finns i vapenhusets södra vägg. Nuvarande huvudingång finns i väster och är upptagen på 1670-talet. Till sakristian finns en liten dörr som är upptagen 1903. Kyrkan har en mycket välbevarad medeltida exteriör som bortsett från fönsterupptagningar förblivit närmast oförändrad sedan uppförandet.

### Tillkomst och ombyggnader
Av den äldsta kyrkan finns inga spår bevarade, men sannolikt var den byggd av trä . Nuvarande stenkyrka uppfördes under senare delen av 1400-talet och invigdes åt aposteln Andreas. Redan från början försågs kyrkorummet med tegelvalv som finns kvar idag. En renovering på genomfördes på 1640-talet då nuvarande altaruppsats och predikstol skänktes till kyrkan av Claes Christersson Horn, dåvarande slottsherre på Ekebyholms slott. Han skänkte även ett skrank som sattes upp mellan koret och övriga kyrkorummet . När altaruppsatsen kom på plats murades östra korfönstret igen. En del förändringar ägde rum på 1670-talet då vapenhuset togs i bruk som bisättningsrum för friherre Bengt Horn , son till Claes Christersson Horn . Sannolikt var det då nuvarande ingång i väster togs upp tillsammans med ett rundfönster ovanför. Bengt Horns avsikt var att bygga ett gravkor invid kyrkan och lät för det ändamålet samla ihop en stor mängd sten. 1678 avled Bengt Horn och planerna på att bygga gravkor avbröts. Den hopsamlade stenen blev kvar på kyrkogården ända fram till mitten av 1700-talet .

### Ombyggnader på 1700-talet och senare
1744 blev Eric Tegman kyrkoherde och lyckades genomdriva att vapenhusets ingång åter öppnades . I samband med denna förändring reparerades vapenhuset och övriga kyrkan. Kyrkorummets västra och östra valv reparerades och alla valv vitlimmades. Yttertaken lagades och ytterväggarna belades med puts. Predikstolen flyttades till norra sidan och korskranket togs bort. Delar av skranket är bevarade men numera undanlagda. 1856 fick kyrkfönstren sin nuvarande storlek. En större restaurering genomfördes 1903 under ledning av arkitekt Sigge Cronstedt då ytterväggarnas puts avlägsnades. I koret upptäcktes medeltida kalkmålningar som togs fram och återställdes. Vidare tillkom nuvarande ljusgrå öppna bänkinredning i tidstypisk nygotik. 1931 installerades elektrisk belysning och uppvärmning. Under 1950-talet och 1960-talet utfördes åtskilliga restaureringsåtgärder. På 1950-talet tog man bland annat fram den ursprungliga färgen på predikstolen och på läktaren med pelare. Vid en restaurering 1969 öppnades östra korfönstret upp från att tidigare ha varit igenmurat .

## Kalkmålningar
Kyrkorummet präglas främst av korets kalkmålningar som tillkom omkring år 1500. Inga spår av målningar har hittats i övriga delar av kyrkan . På valven har målningarna bevarats relativt väl, men på väggarna har den medeltida putsen till stor del fallit bort. I viss utsträckning har målningarna nymålats av E. Dahl vid 1903 års renovering. Hela norra korväggen har en framställning av de sju sakramenten som är grupperade kring Kristus. Från Kristusbildens sidosår utgår blodstrålar till sakramenten. Norra korväggens motiv är en kopia av en gravyr från Nürnberg från 1490. Kormålningarna målades någon gång vid slutet av 1490-talet eller början av 1500-talet. Målningarna kan inte ha tillkommit senare än 1514 då ärkebiskop Jakob Ulvsson avgick från sitt ämbete. På östra korvalvet finns en avbildning av hans sköld som innefattar en örnfot . Över triumfbågen på korsidan finns den gammaltestamentlige Simson avbildad där han dels kämpar med lejonet (Domarboken 14:5) och dels bär staden Gazas portar (Domarboken 16:1) . När kyrkan invigdes ritade biskopen tolv kors med olja på väggarna. Korsen fylldes i med färg och dekorerades. Av dessa tolv konsekrationskors finns fyra bevarade i koret .

## Inventarier
- Dopfunten i gotländsk kalksten är en paradisfunt från 1200-talet som saknar bilder [1]. En dopskål av silver är skänkt till kyrkan 1805.
- Ett triumfkrucifix från omkring år 1275 hänger numera på södra väggen. Krucifixet är av en mindre vanlig typ, men några krucifix av samma typ finns på Åland [2]. Från början hängde krucifixet i triumfbågen mellan kor och övriga kyrkorummet. En krok finns kvar där än idag.
- Intill predikstolen hänger ett mindre krucifix från 1400-talets slut. Troligen var det avsett att bäras i procession.
- Kyrkans äldsta skulptur är en sörjande Maria från omkring 1200. Numera förvaras skulpturen på Historiska museet.
- Altaret av murat tegel tillkom på 1600-talet.
- Vid altarets norra sida finns ett sakramentshus av ek från 1300-talet.
- Altaruppsatsen skänktes till kyrkan 1645 av Claes Christersson Horn och är ett östeuropeiskt arbete från början av 1600-talet. Den har tre oljemålningar och ett snidat och förgyllt ramverk. Översta målningen föreställer herdarnas tillbedjan och den nedersta föreställer nattvardens instiftande. Mellersta målningen föreställer Kristus på korset. Från hans sår i sidan rinner en ström av blod som fångas upp av en ängel i en kalk. Därifrån flyter sju strömmar ned mot en gyllene byggnad som symboliserar Kristi kyrka i världen. Ut från kyrkan rinner en ström av rent vatten, Livets vatten [1].
- Predikstolen skänktes till kyrkan 1648 av Claes Christersson Horn. Det är okänt vem som har snidat predikstolen. Från början hade predikstolen en riklig dekor med de fyra evangelisterna skulpterade i trä på korgens bildfält. 1750 flyttades predikstolen från kyrkorummets södra till norra sida och kompletterades med medeltida figurer i fältet närmast väggen och ovanpå ljudtaket. Antagligen härstammar figurerna från samma altarskåp som altaruppsatsens figurer.
- Framför läktaren i väster hänger en ljuskrona med 30 ljusarmar. Ljuskronan skänktes till kyrkan 1676 av Bengt Horn och hängdes från början upp i koret. Samtidigt flyttades triumfkrucifixet från sin plats i triumfbågen.
- Nattvardskärl och paten av förgyllt silver med inläggningar av mörkblå, röd och grön emalj härstammar från 1300-talets andra fjärdedel. Ännu ett nattvardskärl med paten är skänkt till kyrkan av Bengt Horn. En oblatask är tillverkad 1856 av Norrtäljeguldsmeden Herkepeus [2].
- Tre silverkannor finns. En kanna är skänkt till kyrkan 1634 av riksrådet Bengt Bengtsson Oxenstierna. Ännu en vinkanna är tillverkad 1796 av Stockholmsmästaren J. F. Wildt. Tredje vinkannan är tillverkad av F. och W. Zethelius i Stockholm och skänkt till kyrkan 1844 [2].
- En korkåpa av brokad samt en blå mässhake är skänkta till kyrkan 1634 av Bengt Bengtsson Oxenstierna. Mässhaken blev 1744 omlagad och svärtad genom kyrkoherde Tegmans försorg och är identisk med den svarta damastmässhake som finns idag. En mässhake av silverbrokad i grönt och skärt bär vapnen för Horn och Sparre och är skänkt 1655 av Bengt Horn och hans första fru. En mässhake av röd sidendamast tillkom 1932 [2].
- I vapenhuset finns ett votivskepp från 1600-talet som föreställer ett svenskt krigsskepp [1].
- Vid dopfunten finns en ljusstake som kom till kyrkan 1962, då man började dela ut dopljus till nydöpta. Ljusstaken är tillverkad av smederna Erik och Harry Sjöberg efter ritningar av församlingens kyrkoherde [1].
- Vid bokbordet under läktaren finns en stor ljusbärare smidd av Curt Wägerth på Vira bruk efter idé av kyrkoherde Svante Hagman. Ljusbäraren togs i bruk vid en ljusgudstjänst på Kyndelsmässodagen 8 februari 1976 [1].
- De båda ljusarmarna på kyrkans södra vägg skänktes en gång av klockarsonen Andreas Michaelis, som också kallade sig Campanius, som ju är det latinska ordet för klockare. Klockarsonen Andreas Michaelis Campanius var aldrig präst i Rimbo, men slutade sina dagar som riksdagsman och kontraktsprost i Björklinge socken, norr om Uppsala, där han och hustrun ligger begravda i sakristian i Björklinge kyrka.

## Orgel
Nuvarande orgel är tillverkad 1976 av Magnussons Orgelbyggeri i Göteborg. Den har med 1353 pipor fördelade på 19 stämmor. Tillhörande orgelfasad med de dekorativa ornamenten färdigställdes 1786 av Jonas Sjöström.
Disposition: 
| Huvudverk           | Svällverk      | Pedalverk         |
| Rörflöjt 8'         | Gedackt 8'     | Subbas 16'        |
| Principal 4'        | Salicional 8'  | Borduna 8'        |
| Gedacktflöjt 4'     | Koppelflöjt 4' | Pommer 4'         |
| Waldflöjt 2'        | Principal 2'   | Rauschpipa 3 chor |
| Sesquialtera 2 chor | Nasat 11/3     | Fagott 16'        |
| Mixtur 4-5 chor     | Scharf 3 chor  |                   |
| Trumpet 8'          | Rörskalmeja 8' |                   |
|                     | Tremulant      |                   |

## Omgivning
Omgivande kyrkogård har utvidgats flera gånger under 1900-talet. Bara i norr och öster finns delar kvar av den gamla muren .

### Gravkor
På kyrkogården, sydväst om kyrkan, ligger det Hornska gravkoret som Klas Gustafsson Horn på Ekebyholm lät uppföra 1805.

### Klockstapeln
Väster om kyrkan står en klockstapel som uppfördes 1825 av mjölnaren Sporrong från Nykvarn i Rånäs. Stapelns kraftiga underbyggnad av sten fungerar även som huvudingång till kyrkogården . I stapeln hänger tre kyrkklockor. Storklockan göts 1638 och var ursprungligen avsedd för Kexholms kyrka i Finland. Den skänktes till kyrkan 1644 av till Ekebyholm. Mellanklockan göts 1656 av Nicolaus Jonsson i Stockholm och bär Karl X Gustavs krönta vapensköld . Lillklockan göts 1869 av F. M. Bergholtz av gammal klockmalm från två äldre klockor  .

### Stigluckor
År 1640 omnämns tre stigluckor i norr, söder och väster. Om dessa var av medeltida ursprung är okänt. Västra stigluckan var timrad och år 1699 beslöt man att den skulle repareras med nya syllar och bräder till tak. År 1825 ersattes den av nuvarande klockstapel. Stigluckorna i norr och söder var murade och hade spånklädda tak. År 1848 omnämns tegeltak. Stigluckorna i norr och söder rev troligen kort därefter. 

### Runstenar
- I hörnet mellan långhuset och vapenhuset står Upplands runinskrifter 514.
- Upplands runinskrifter 513 är inmurad i korens östra yttervägg.
- Vid minneslunden på kyrkogården finns Upplands runinskrifter 515.

## Bildgalleri

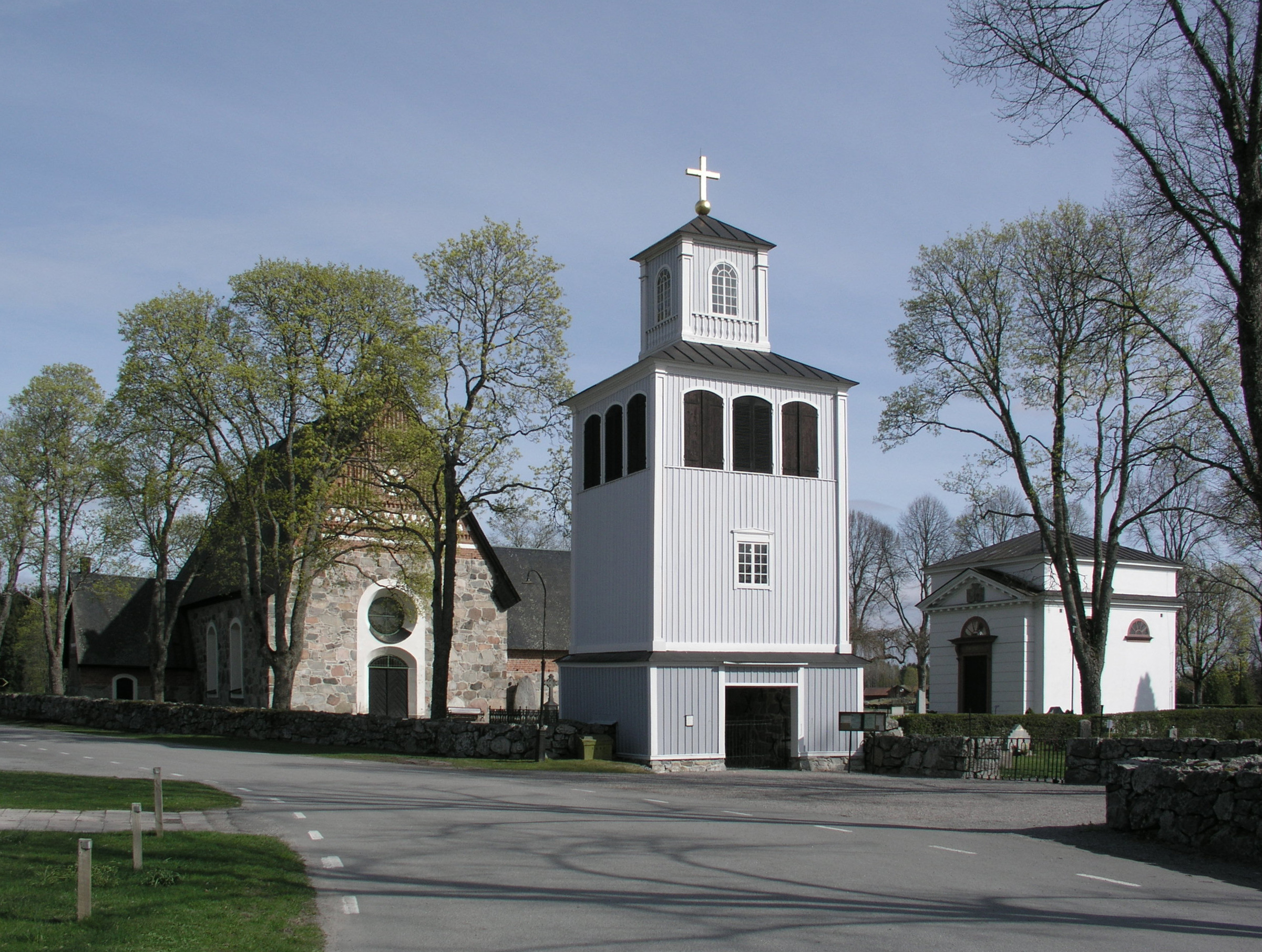
Entré och klockstapel
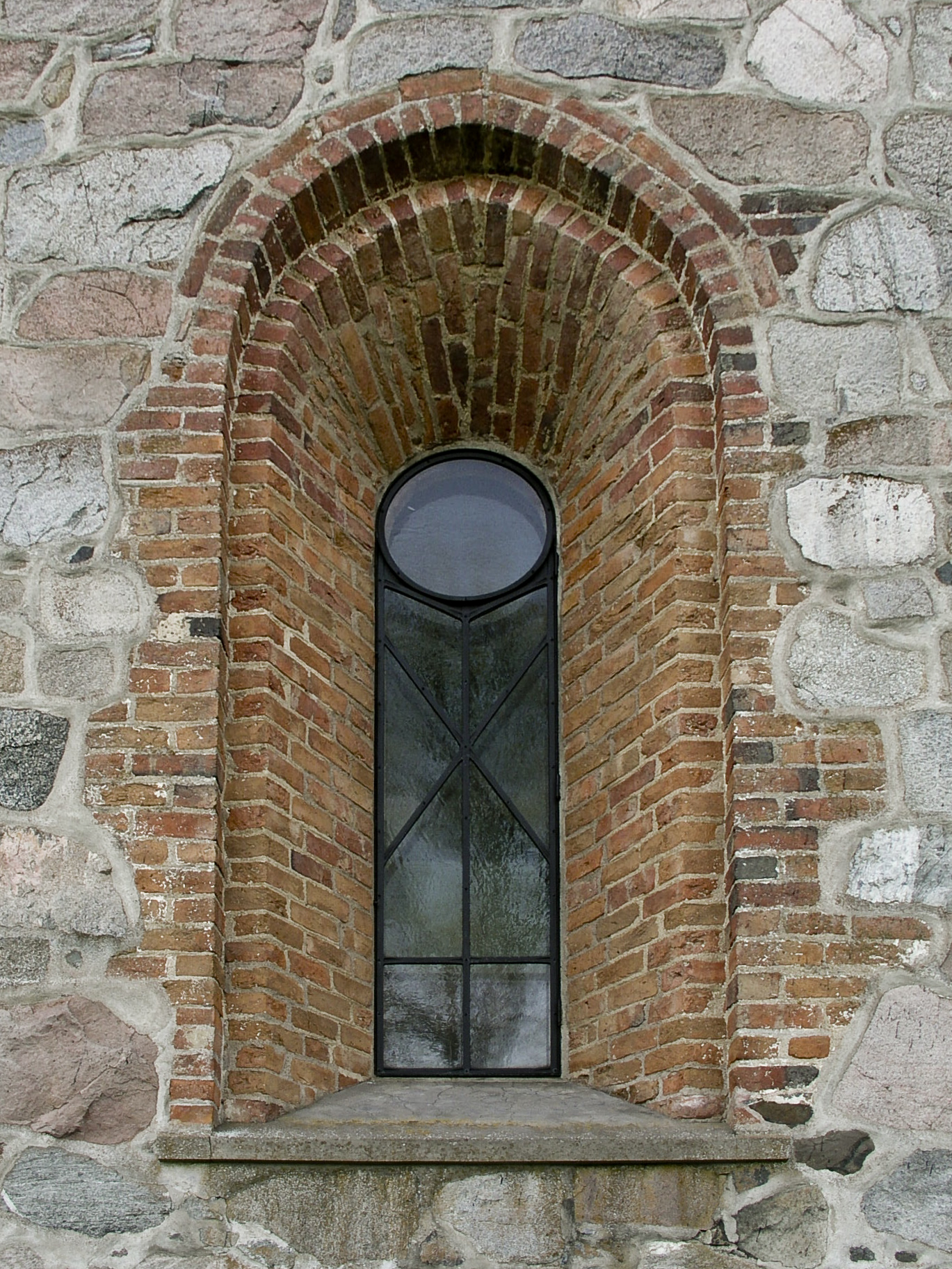
Kyrkfönster
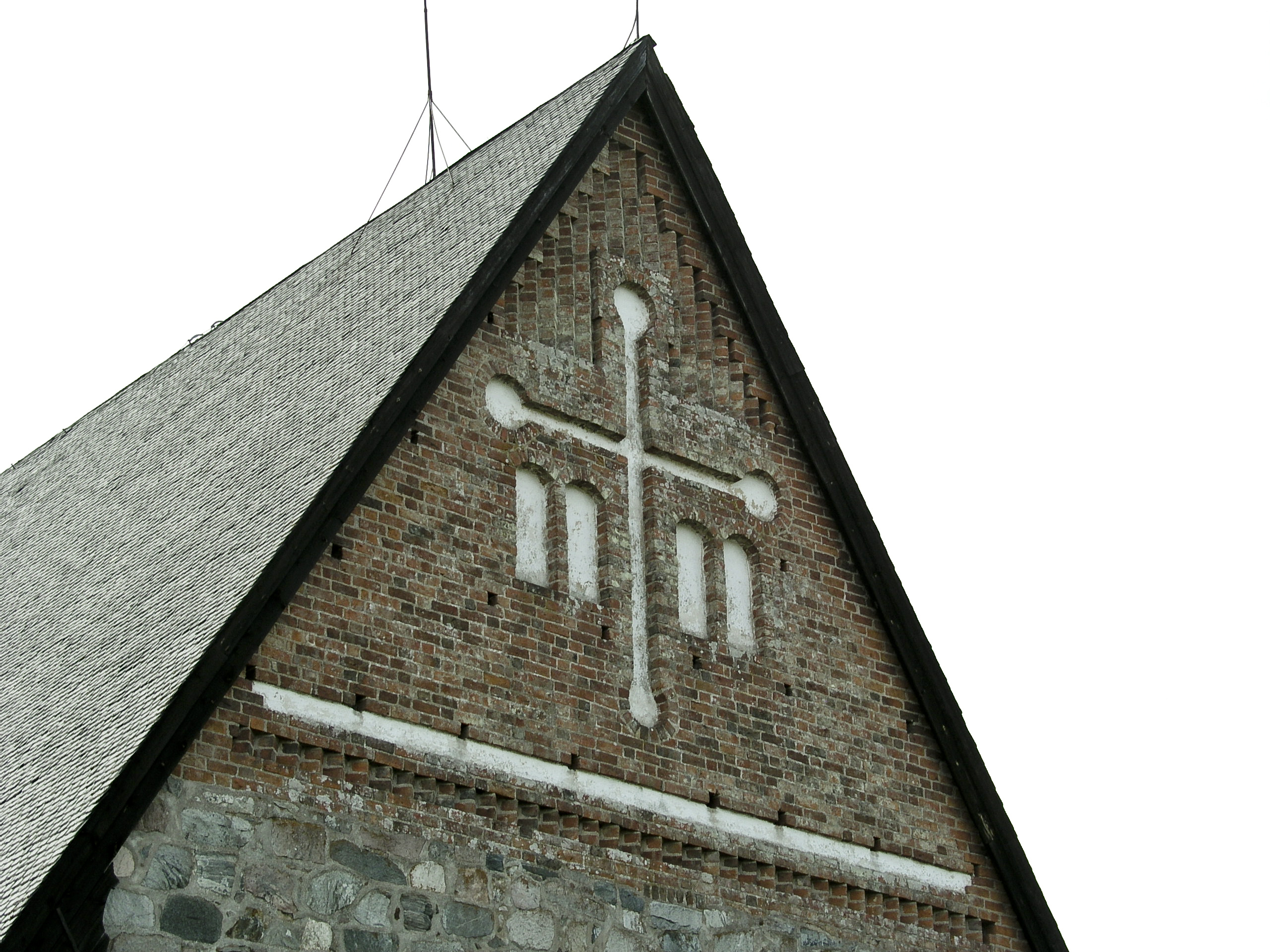
Gavelvägg i mestadels munkförband och med tandskift som dekor
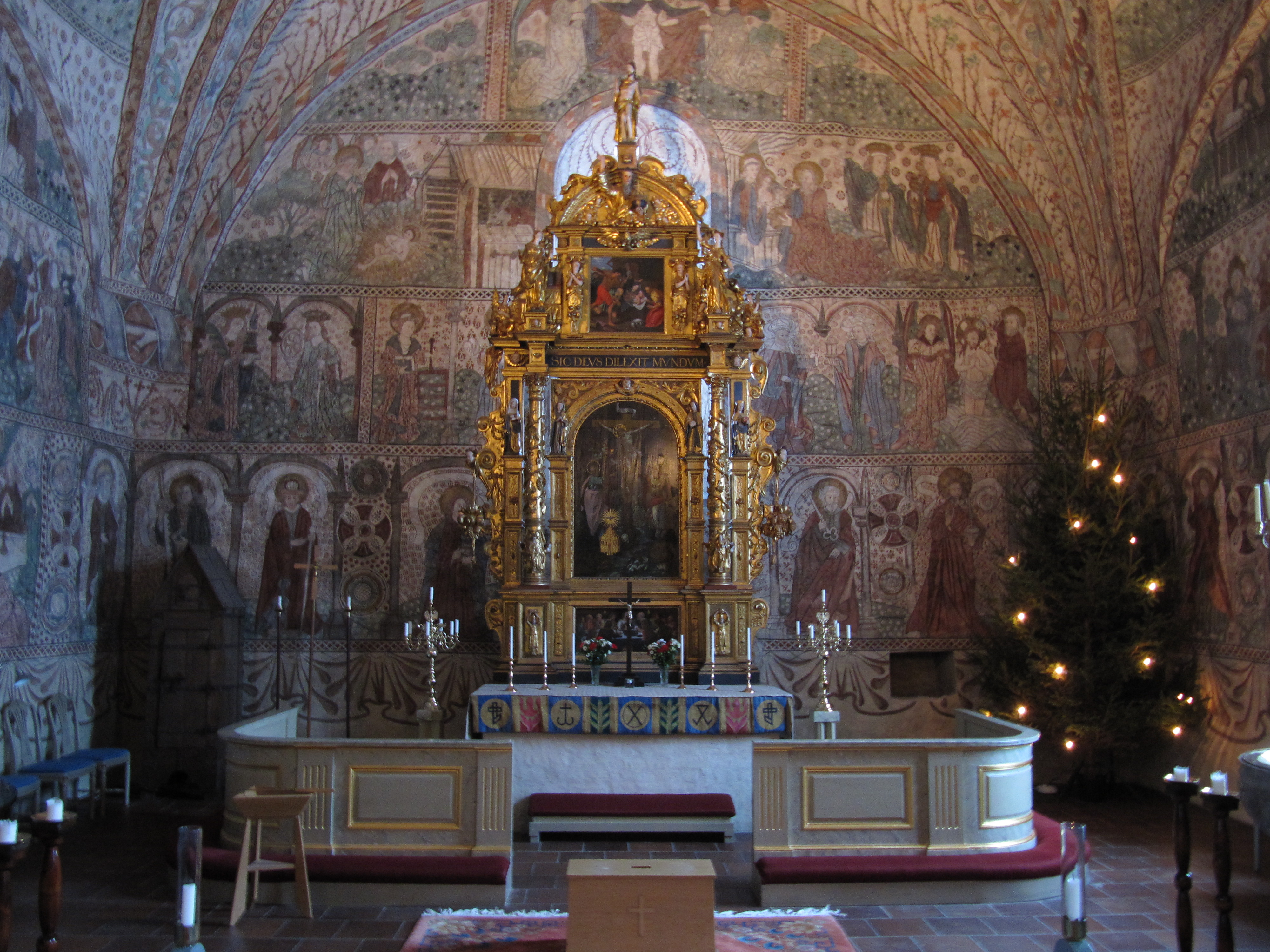
Kor och altare
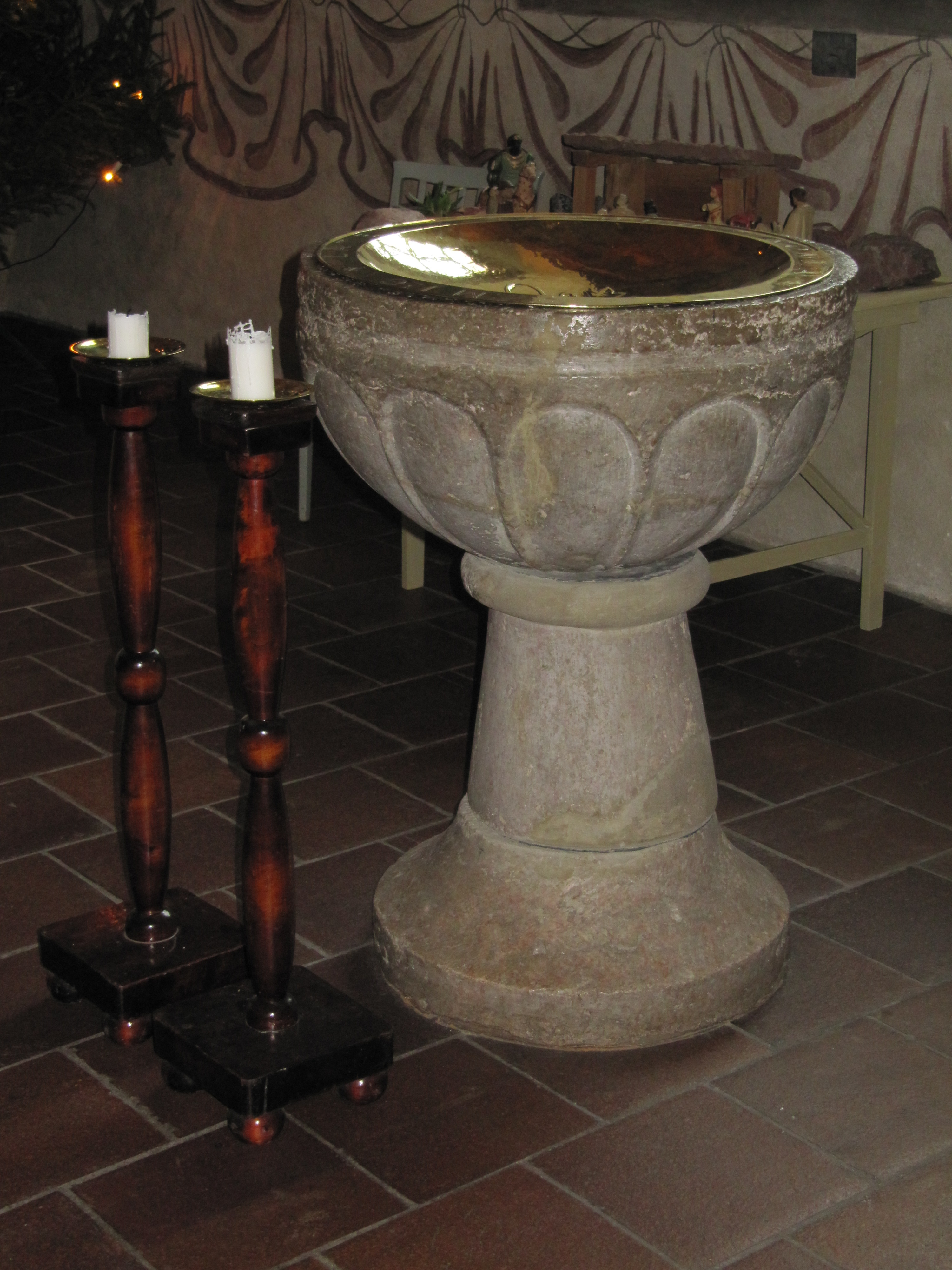
Dopfunt
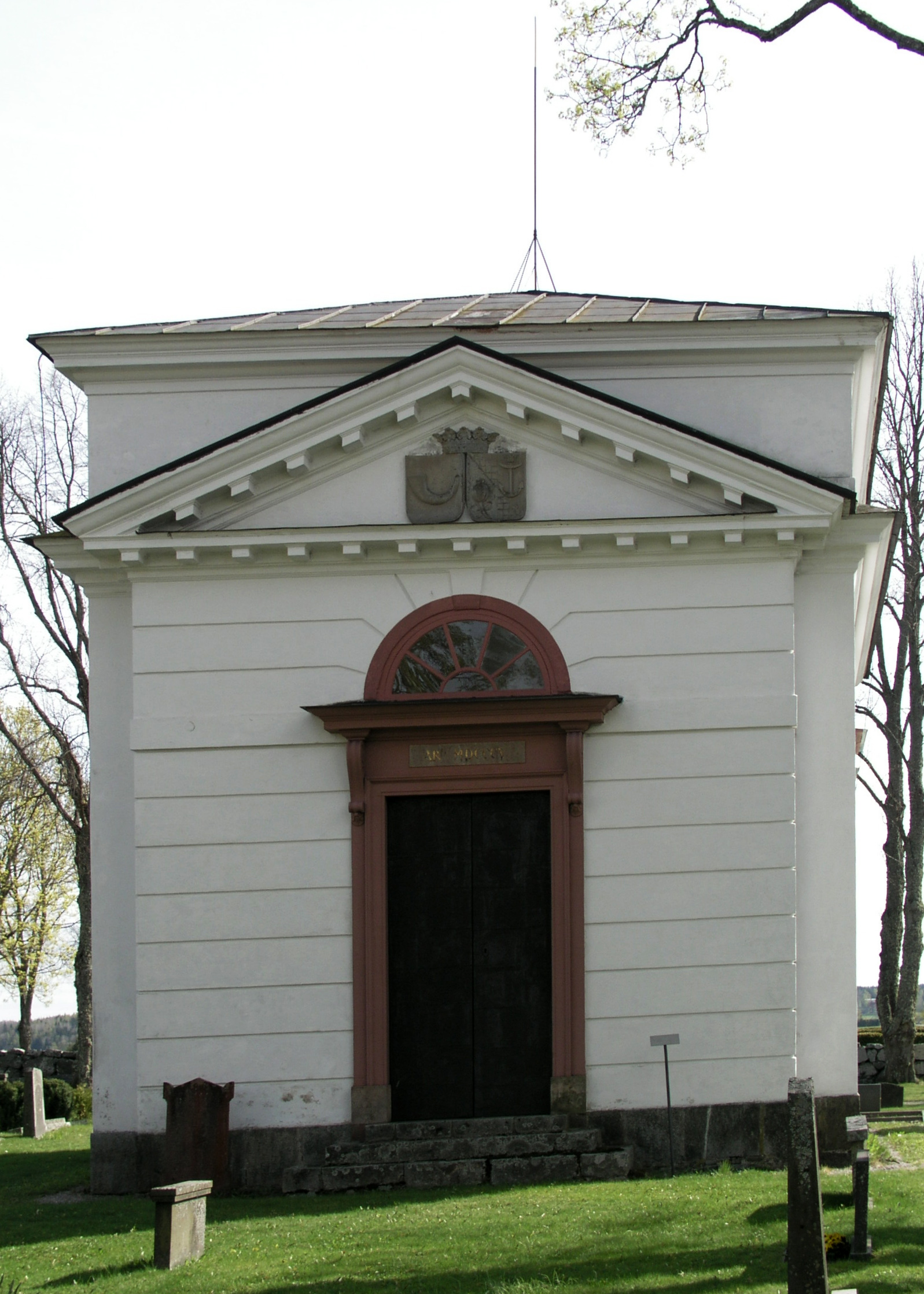
Hornska gravkoret